# Evento de Hangenberg
El evento de Hangenberg, también conocido como crisis de Hangenberg o extinción del Devónico final, es una extinción masiva que ocurrió al final de la etapa Fameniana, considerada la última del Período Devónico (hace aproximadamente 358.9 ± 0.4 millones de años). Generalmente se considera la segunda extinción más grande del Período Devónico, ocurrida aproximadamente 13 millones de años después de la extinción masiva del Devónico Tardío (evento Kellwasser) en el límite Frasniano-Fameniano. El evento recibe su nombre de la formación de Hangenberg, que forma parte de una secuencia que se extiende a lo largo del límite Devónico- Carbonífero en el Macizo Renano de Alemania.

## Evidencia geológica
El evento de Hangenberg se puede reconocer por su secuencia de múltiples capas sedimentarias, que representa un intervalo de tiempo relativamente corto en el que ocurrieron fluctuaciones extremas en el clima, el nivel del mar y la biodiversidad. Todo el acontecimiento tuvo una duración estimada de 100 000 a varios cientos de miles de años, ocupando el tercio superior del 'Struniano' (último Fameniano) y una pequeña porción del Tournaisiano temprano. Su nombre deriva de la pizarra negra de Hangenberg, una capa distintiva de sedimento anóxico que originalmente se encontró a lo largo del borde norte del macizo renano en Alemania. Esta capa y sus unidades geológicas circundantes definen la sucesión renana "clásica", uno de los ejemplos geológicos mejor estudiados de la extinción. Se han encontrado secuencias equivalentes a la sucesión renana en más de 30 sitios en todos los continentes, excepto la Antártida, lo que confirma su naturaleza global.
- La sucesión de Hangenberg en la cantera de Kowala en Polonia:
 A – caliza nodular rica en cefalópodos (equivalente a la caliza Wocklum)
 B – pizarra margosa, incluida la pizarra negra Hangenberg ( HBS ) en su base
 C – caliza margosa (equivalente a la caliza de Stockum)
 D – margas y calizas (equivalentes a la caliza de Stockum y unidades posteriores)

### Preludio y extinción: el intervalo inferior
Debajo de los estratos del Evento Hangenberg se encuentra la caliza Wocklum, una unidad pelágica rica en fósiles (especialmente ammonoides). En algunos lugares, la caliza se transforma en un delgado depósito de turbidita, denominada arenisca Drewer. El aumento de la erosión y el aporte siliciclástico indican que ésta se depositó durante una regresión marina menor (caída del nivel del mar). Esto puede haber sido causado por una pequeña fase glacial, pero otras evidencias sugieren un clima cálido y húmedo en ese momento. También pertenecen a la zona de conodontos praesulcata (llamada así por Siphonodella/Eosiphonodella praesulcata ) y a la zona de foraminíferos DFZ7 (caracterizada por Quasiendothyra kobeitusana ). Las últimas faunas de ammonoideos anteriores a la extinción están dominadas por wocklumeriidos, que forman la genozona de Wocklumeria (también conocida como zona UD VI-D). Una subzona muy corta (UD VI-D2) diagnosticada por Epiwocklumeria ocurre en las primeras capas del intervalo de crisis inferior.
El principal pulso de extinción marina comienza abruptamente con la posterior deposición de la pizarra negra de Hangenberg, una capa de material orgánico depositada en aguas profundas durante una gran transgresión marina (aumento del nivel del mar), como lo indican la disminución de esporas terrestres y el aumento de la eutrofización. Los foraminíferos desaparecen del registro fósil durante el intervalo de pizarra negra. La datación por uranio-plomo de los estratos de cenizas de Polonia proporciona fechas de 358,97 ± 0,11 Ma y 358,89 ± 0,20 Ma por debajo y por encima de la pizarra negra. Esto limita el principal pulso de extinción marina a una duración de 50 000 a 190 000 años.

### Glaciación – el intervalo de crisis intermedia
En el intervalo de crisis intermedia, la pizarra negra se transformó en un depósito más espeso de sedimento de aguas poco profundas con mayor cantidad de oxigeno. Puede estar representada por pizarra (Hangenberg Shale) o arenisca (Hangenberg Sandstone), y los fósiles son todavía raros, y los foraminíferos aún están ausentes. Sin embargo, los fósiles de ammonoides cambian a la genozona inferior <i id="mwkQ">de Acutimitoceras (Stockumites</i> ) (UD VI-F), lo que indica que los ammonoides post-Devónicos estaban comenzando a diversificarse después del pulso de extinción principal. Durante el intervalo de crisis medio se produjo una importante regresión marina, como lo indica la mayor cantidad de erosión y material siliciclástico aportado por el río. Algunas áreas incluso muestran profundos depósitos de relleno de valles incisos, donde los ríos han cortado sus antiguas llanuras de inundación. Los estratos en Marruecos sugieren que el nivel del mar cayó más de 100 metros (328 pies) durante el intervalo de crisis media.

### Réplicas: el intervalo de crisis superior
El intervalo de crisis superior comienza con el regreso de prominentes rocas carbonatadas: una unidad margosa, la caliza Stockum, se extiende a lo largo del límite Devónico-Carbonífero (D-C). Los foraminíferos reaparecen en el registro fósil dentro de la caliza Stockum, formando la zona DFZ8 caracterizada por Tournayellina pseudobeata. La base de la caliza Stockum también ve el comienzo de la zona de conodontes de Protognathodus kockeli y una mayor diversificación de ammonoideos dentro de la genozona superior de Acutimitoceras (Stockumites) (LC I-A1). Una extinción importante entre plantas terrestres y palinomorfos indica el comienzo de la zona de esporas VI poco antes del límite D-C. Las faunas 'supervivientes' de invertebrados marinos, como los últimos ammonoides cimacliménidos y los trilobites facópidos, también se extinguen en esta época, lo que la convierte en el segundo pulso de extinción más grande de la Crisis de Hangenberg. 

## Gravedad de la extinción
Junto con las etapas Givetiana y Frasniana, la Famenniana fue reconocida cualitativamente por tener tasas de extinción elevadas ya en el artículo histórico de 1982 de Raup y Sepkoski sobre las extinciones masivas. Sin embargo, las tasas de extinción del Fameniano tardío se consideraron típicamente de menor severidad taxonómica que las del Evento Kellwasser, una de las "cinco grandes" extinciones masivas. Dependiendo del método utilizado, el Evento Hangenberg generalmente se ubica entre la quinta y décima extinciones masivas postcámbricas más mortíferas, en términos de géneros marinos perdidos.
Benton (1995) estimó que entre el 20 y el 23.7 % de todas las familias se extinguieron en el Fameniano, y que las familias marinas representaron una proporción del 1.2 al 20.4%. Alrededor del 27.4 al 28.66% de las familias continentales parecen haber desaparecido, pero la naturaleza temprana y de baja diversidad de la vida continental devónica hace que esta estimación sea muy imprecisa.

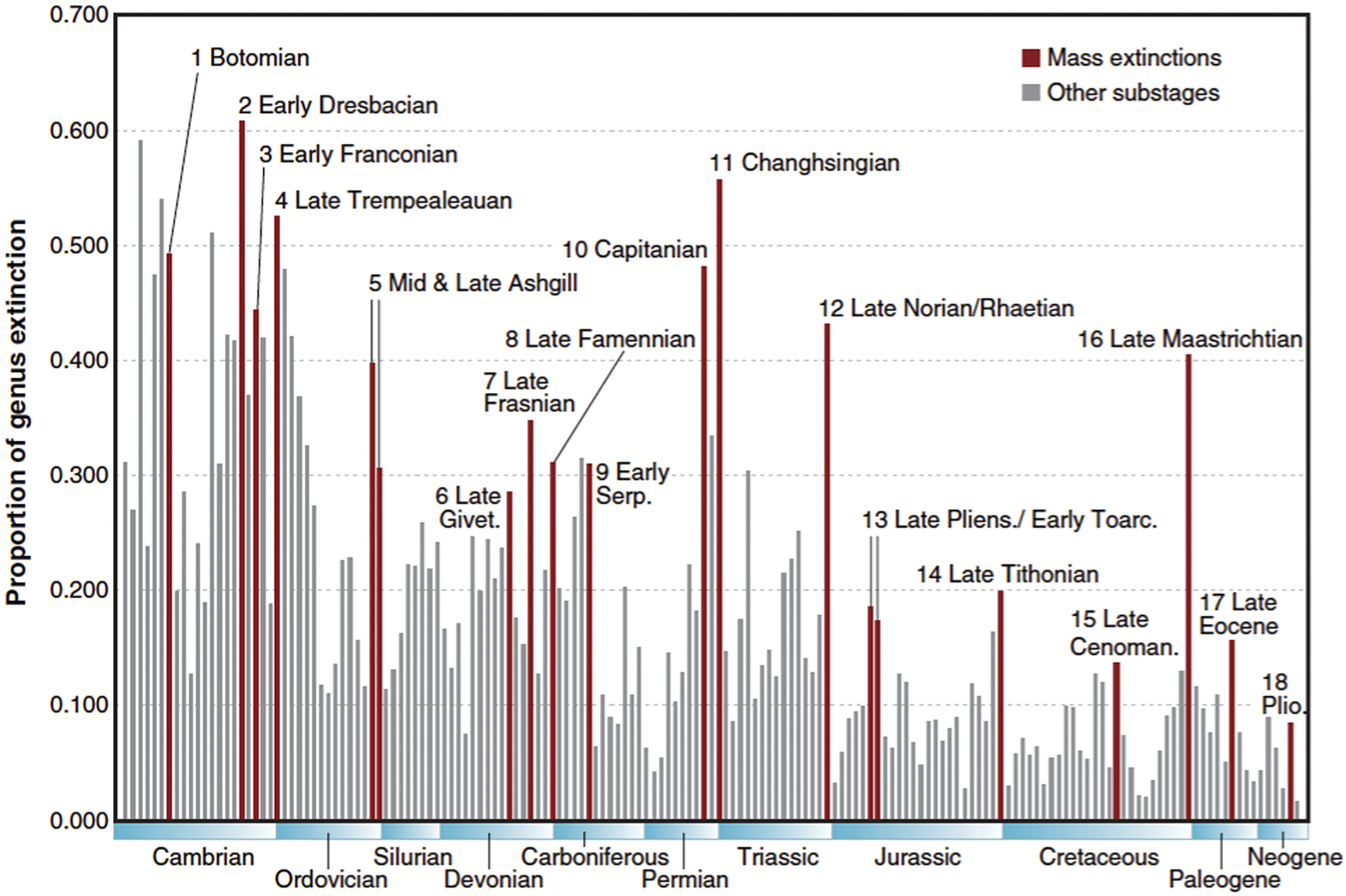
Principales extinciones del Fanerozoico rastreadas a través de extinciones de géneros proporcionales por Bambach (2006). El evento de Hangenberg está denominado "8 Fameniano Tardío".

Utilizando una base de datos de biodiversidad actualizada, Bambach (2006) estimó que un total de 31% de los géneros marinos se extinguieron en la última subetapa del Fameniano. Según esta métrica, el evento Hangenberg fue la séptima peor extinción masiva post-Cámbrica, empatada con la poco estudiada extinción temprana del Serpujoviense en el Carbonífero.

## Impacto en la vida

### Constructores de arrecifes
Los ecosistemas de arrecife desaparecieron del registro fósil durante el Evento Hangenberg y no regresaron hasta finales del Tournaisiano. Los arrecifes de metazoos (corales y esponjas) ya habían sido devastados por el fenómeno Frasniano-Fameniano y todavía se estaban recuperando. El final del Fameniano no sólo eliminó la comunidad de arrecifes de metazoos, sino también muchos arrecifes calcimicrobianos que anteriormente estaban intactos. Sin embargo, en ausencia de presiones de las comunidades de metazoos, hubo un breve resurgimiento del carbonato microbiano a principios del Tournaisiano, un patrón similar al de otras extinciones masivas.

### Otros invertebrados
Los ammonoides casi se extinguieron durante el Evento Hangenberg. Un grupo importante de los Famenianos, los climénidos, ya estaban sufriendo extinciones menores justo antes del evento, y aunque sobrevivieron al evento de extinción, se convirtieron en un clado muerto y se extinguieron poco después. Las tasas de extinción de ammonoideos fueron más altas cerca de la base de la zona de Postclymenia evoluta, en la primera parte de la crisis. El 75% de las familias restantes, el 86% de los géneros y el 87% de las especies desaparecieron en ese momento. Algunos cimacliménidos (incluido Postclymenia ) se expandieron brevemente hasta convertirse en una fauna cosmopolita de "supervivientes", pero finalmente se extinguieron al final de la crisis. Sólo una familia de ammonoideos, los Prionoceratidae, sobrevivió al intervalo de extinción completo y continuó diversificándose en grupos de goniatitas posteriores.

### Cordados
Los conodontos se vieron moderadamente afectados por el evento y el número de especies perdidas varió según las regiones. Los conodontos pelágicos tuvieron una tasa de extinción total de especies de aproximadamente el 40 %, y en algunas áreas la tasa local llegó al 72 %. Aproximadamente el 50 % de las especies de conodontos neríticos se extinguieron, y los sobrevivientes se caracterizaron por su amplia distribución y ecología versátil. La diversidad de especies se recuperó poco después, volviendo a niveles cercanos a los previos a la extinción hacia mediados del Tournaisiano. El Evento Hangenberg también ha sido implicado en la extinción final de varios grupos de agnatos (peces sin mandíbula).

### Plantas
Durante el Fameniano, el mundo estaba cubierto por una flora terrestre bastante homogénea y de baja diversidad, dominada por los árboles gigantes Archaeopteris. El palinomorfo Retispora lepidophyta fue abundante en la mayoría de las zonas de esporas utilizadas para definir los ecosistemas terrestres del Fameniano. El principal pulso de extinción marina del Evento Hangenberg ocurrió en el límite entre las zonas LE y LN, la tercera y la penúltima zona de esporas del Devónico, respectivamente. Las plantas no se vieron afectadas en este momento. Sin embargo, comenzaron a declinar cerca del final de la zona LN y el ecosistema terrestre colapsó al comienzo de la zona VI, la última zona de esporas del Devónico. Esta extinción de plantas terrestres, que acabó con la mayor parte o la totalidad de las floras de Archaeopteris y R. lepidophyta, está correlacionada con la extinción de las faunas "sobrevivientes" en la última parte del Evento Hangenberg. Los taxones de esporas que se extinguieron incluyen formas especializadas con espinas divididas (probablemente de una forma temprana de licopodo), así como esporas diminutas y extendidas (Retispora, Diducites, Rugospora) que probablemente provenían de plantas similares a helechos de rápido crecimiento. Las plantas se vieron significativamente más afectadas por el evento Hangenberg que por el evento Kellwasser.

## Causas

### Hipoxia
El evento Hangenberg fue un evento anóxico marcado por una capa de pizarra negra, y se ha sugerido que estuvo vinculado a un aumento en la cobertura vegetal terrestre. Esto habría provocado un mayor suministro de nutrientes en los ríos y podría haber provocado la eutrofización de mares epicontinentales semirestringidos y podría haber estimulado la proliferación de algas. Sin embargo, no hay pruebas que avalen un rápido aumento de la cobertura vegetal al final del Fameniano.

#### Euxinia
El análisis químico de los núcleos de la pizarra de Bakken sugiere que, mientras se formaba, sucesivas eras de mayor nivel del mar se correspondieron con agua euxínica (con alto contenido de sulfuro de hidrógeno tóxico y bajo contenido de oxígeno) en la cuenca oceánica poco profunda, lo que podría matar animales en el océano y cerca de la costa. A medida que los océanos inundaban las cuencas terrestres, el agua habría entrado en áreas con altos niveles de nutrientes, lo que provocó una floración de algas, eliminando oxígeno y luego creando sulfuro de hidrógeno a medida que las algas se descomponían.

### Enfriamiento global
Evidencias como los depósitos glaciares en el norte de Brasil (cerca del Polo Sur Devónico) sugieren una glaciación generalizada al final del Devónico, cuando una amplia masa continental cubría la región polar. El evento de Hangenberg se ha asociado con el aumento del nivel del mar seguido rápidamente por una caída del nivel del mar relacionada con la glaciación, y, por lo tanto, una causa de las extinciones puede haber sido un episodio de enfriamiento global severo y glaciación al final del Fameniano, que marcó el comienzo de la Edad de Hielo del Paleozoico Tardío .

### Supernova
Una hipótesis sobre la causa del último pulso de la extinción señala la abundancia de esporas de plantas malformadas en el límite Devónico-Carbonífero. Esto podría explicasrse como resultado en el aumento de la radiación UV-B y el agotamiento del ozono, lo que pudo provocar la muerte, al menos, para los organismos terrestres. El calentamiento intenso puede provocar una mayor convección de vapor de agua en la atmósfera, que reaccionaría con compuestos inorgánicos de cloro y produciría monóxido de cloro (ClO), un compuesto que agota la capa de ozono. Sin embargo, este mecanismo ha sido criticado por su efecto lento y débil sobre las concentraciones de ozono, así como por su sospechoso rechazo de las influencias volcánicas. Alternativamente, los rayos cósmicos de una supernova cercana serían capaces de producir un grado similar de agotamiento de la capa de ozono. El agotamiento de la capa de ozono podría explicarse con la misma facilidad por un aumento en las concentraciones de gases de efecto invernadero resultante de un intenso período de vulcanismo de arco. Es posible que las malformaciones de las esporas ni siquiera estén relacionadas con la radiación ultravioleta en primer lugar, y podrían ser simplemente el resultado de presiones ambientales relacionadas con el vulcanismo, como la lluvia ácida.

### Vulcanismo
La evidencia de picos de coroneno y mercurio ocurridos en las montañas de Tien Shan en el sur de Uzbekistán, cerca del límite Devónico-Carbonífero, ha llevado a algunos investigadores a plantear la hipótesis de una causa volcánica para el evento Hangenberg. Las actividades de las provincias magmáticas de Kola y Timan-Pechora se han propuesto como otras causas hipotéticas del evento Hangenberg.

### Evento de impacto
Se ha sugerido que el impacto de un asteroide podría ser la causa del evento Hangenberg. Sin embargo, la mayoría de los cráteres de impacto, como el cráter Woodleigh de la época de Hangenberg, no pueden datarse con la suficiente precisión como para determinar una relación causal entre el impacto y el evento de extinción.